# Горлов, Олег Алексеевич
Олег Алексеевич Горлов — советский хозяйственный, государственный и политический деятель.

## Биография
Родился в 1925 году в Москве. Член КПСС.
Участник Великой Отечественной войны, выпускник МИСиС. С 1951 года — на хозяйственной, общественной и политической работе. В 1951—1986 гг. — помощник мастера, мастер, заместитель начальника цеха на заводе в Свердловске, начальник литейного цеха завода а/я № 201 г. Орла, секретарь Орловского обкома КПСС по транспорту и промышленности, первый секретарь Орловского горкома КПСС, директор Орловского филиала Всероссийского заочного машиностроительного института.
Делегат XXIII съезда КПСС.
Умер в Орле после 1985 года.